# شهریار بحرانی
شهریار بحرانی (زاده ۱۳۳۰) بازیگر، تهیه‌کننده و کارگردان اهل ایران است. وی فارغ‌التحصیل انیمیشن از مدرسه سینمایی لندن است. وی فعالیت هنری را با گروه تلویزیونی سپاه آغاز کرد و در سال ۱۳۶۸ به عنوان یکی از مؤسسین، دفتر سینمایی «مهاب فیلم» را راه‌اندازی کرد. نشان افتخار جهادگر عرصه فرهنگ و هنر در سال ۱۳۹۳ به بحرانی اهدا شد. وی همچنین کارگردانی تلویزیونی فیلم سینمایی دزد عروسکها به کارگردانی محمدرضا هنرمند را در کارنامه دارد.

## فیلم شناسی

### کارگردان
- پروژه نامیرا (۱۴۰۲)
- آفتاب نیمه‌شب (۱۳۹۹)
- ملک سلیمان (۱۳۸۷-۱۳۸۶)
- مریم مقدس (۱۳۷۹)
- دنیای وارونه (۱۳۷۶)
- حمله به اچ۳ (۱۳۷۳)
- آب را گل نکنید (۱۳۶۸)
- هراس (۱۳۶۶)
- گذرگاه (۱۳۶۵)
- پرچمدار (۱۳۶۳)

### تلویزیونی
- خط مقدم (۱۴۰۰)

### نویسنده
- ملک سلیمان (۱۳۸۷-۱۳۸۶)
- دنیای وارونه (۱۳۷۶)
- حمله به اچ۳ (۱۳۷۳)
- منطقه ممنوعه (۱۳۷۳)
- هراس (۱۳۶۶)
- گذرگاه (۱۳۶۵)
- پرچمدار (۱۳۶۳)

### تهيه كننده
- آفتاب نیمه‌شب (۱۳۹۹)

### تدوین
- عطر ولايت (۱۳۹۰)
- یوسف پیامبر (۱۳۸۶)
- مريم مقدس (۱۳۷۹)
- دنیای وارونه (۱۳۷۶)
- سرعت (۱۳۷۵)
- پرواز در نهايت (۱۳۶۹)
- هراس (۱۳۶۶)

### بازيگر
- باشگاه سری (۱۳۷۷)
- لاك‌پشت (۱۳۷۵)